# Летим сањам дишем
Летим сањам дишем је седми албум југословенске и српске новоталасне групе Електрични оргазам. Објављен је 12. фебруара 1988. године од стране дискографске куће ПГП РТБ.
Након овог албума, група одлази на четворогодишњу паузу.

## Позадина
У часопису Rock је било најављено да ће Летим, сањам, дишем бити издат у децембру 1987.

## О албуму
Сниматељ овог албума је био Теодор Јани. На овом албуму, бубањ је био снажнијии емотвнији од Гилета.
Загребачки магазин Studio је писао да је Гиле имао редак смисао за метар, те да текстови не искачу из мелодије. Поменути загребачки магазин је додао да се албум бави једноставним темама без значаја. Албум је оцењен оценом 3, као лоша плоча.
2019. године, изашла је алтернативна верзија овог албума.

## Листа песама

### А страна
| №  | Назив                          | Трајање |  |
| 1. | Игра рокенрол цела Југославија | 4:15    |  |
| 2. | Сви људи и све жене            | 2:52    |  |
| 3. | Ти                             | 4:24    |  |
| 4. | Све што радим, радим за њу     | 2:36    |  |
| 5. | Кад све девојке буду моје      | 2:53    |  |

### Б страна
| №  | Назив                          | Трајање |  |
| 1. | Пољуби ме и признај ми         | 4:12    |  |
| 2. | (Хајде бејбе) Дај да видим сад | 2:48    |  |
| 3. | Она увек жели све              | 3:49    |  |
| 4. | Све сте ви наше девојке        | 2:54    |  |
| 5. | Сунце зна да Месец зна         | 5:21    |  |

## Учествовали на албуму
- Срђан Гојковић — гитара, вокали
- Зоран Радомировић Шваба — бас гитара
- Горан Чавајда — бубњеви, клавијатуре, пратећи вокали
- Бранислав Петровић Банана — гитара, хармоника, пратећи вокали
- Небојша Антонијевић Антон — гитара
- Саша Локнер — клавијатуре

## Обраде
Игра рокенрол цела Југославија-Кестени (Алиса, 1987)